# Винжулец (комуна)
Винжулец (рум. Vânjuleț) — комуна у повіті Мехедінць в Румунії. До складу комуни входять такі села (дані про населення за 2002 рік):
- Винжулец (1533 особи)
- Хотерань (411 осіб)

Комуна розташована на відстані 261 км на захід від Бухареста, 24 км на південний схід від Дробета-Турну-Северина, 81 км на захід від Крайови.

## Населення
За даними перепису населення 2002 року у комуні проживали 1944 особи.
Національний склад населення комуни:
| Національність | Кількість осіб | Відсоток |
| -------------- | -------------- | -------- |
| румуни         | 1676           | 86,2%    |
| цигани         | 267            | 13,7%    |
| німці          | 1              | 0,1%     |

Рідною мовою назвали:
| Мова      | Кількість осіб | Відсоток |
| --------- | -------------- | -------- |
| румунська | 1943           | 99,9%    |
| німецька  | 1              | 0,1%     |

Склад населення комуни за віросповіданням:
| Релігія                                       | Кількість осіб | Відсоток |
| --------------------------------------------- | -------------- | -------- |
| православні                                   | 1928           | 99,2%    |
| п'ятдесятники                                 | 9              | 0,5%     |
| греко-католики                                | 3              | 0,2%     |
| реформати                                     | 1              | 0,1%     |
| баптисти                                      | 1              | 0,1%     |
| адвентисти                                    | 1              | 0,1%     |
| лютерани (Синодально-пресвітеріанська церква) | 1              | 0,1%     |